# Kalāteh-ye Shoqān
Kalāteh-ye Shoqān (persiska: Kalāteh-ye Shoqānīhā, کلاته شقانیها, کلاته شقان) är en ort i Iran.   Den ligger i provinsen Nordkhorasan, i den nordöstra delen av landet, 500 km öster om huvudstaden Teheran. Kalāteh-ye Shoqān ligger 1 268 meter över havet och antalet invånare är 278.
Terrängen runt Kalāteh-ye Shoqān är huvudsakligen kuperad, men åt nordväst är den bergig. Runt Kalāteh-ye Shoqān är det ganska glesbefolkat, med 27 invånare per kvadratkilometer. Närmaste större samhälle är Showqān, 7,7 km öster om Kalāteh-ye Shoqān. Omgivningarna runt Kalāteh-ye Shoqān är i huvudsak ett öppet busklandskap.